# Lad Agege
Lad Agege (ur. 13 czerwca 1984) – nauruański bokser, uczestnik Igrzysk Wspólnoty Narodów 2010 oraz brązowy medalista mistrzostw Australii i Oceanii 2010. 
Podczas Igrzysk Wspólnoty Narodów 2010 wziął udział w zawodach wagi średniej. W pierwszej rundzie przegrał 3-16 z Australijczykiem Damienem Hooperem.